# Helmut Schauer (Informatiker)
Helmut Schauer (* 3. Dezember 1943 in Wien) ist ein österreichischer Informatiker und Universitätsprofessor.
Schauer studierte an der Technischen Universität Wien Elektrotechnik, wo er 1968 seinen Abschluss machte. Im Jahre 1972 legte er dort auch seinen Doktor in Informatik ab. 
An der Technischen Universität Wien war Helmut Schauer von 1968 bis 1984 Universitätsassistent. Sein Schwerpunkt in der Lehre lag in der Software. Im Jahre 1984 wurde er Vorsitzender des Fachbereichs "Kommerzielle Datenverarbeitung". 1985 wurde Schauer außerordentlicher Universitätsprofessor an der TU Wien.
1988 verließ er die Technische Universität Wien und wechselte an die Universität Zürich. Dort war er Leiter des "Educational Engineering Lab". Schauer hielt Vorlesungen in den Fächern "Formale Grundlagen der Informatik", "Algorithmen und Datenstrukturen" und "Educational Technologies", sowie an der TU Wien die Vorlesung "Grundzüge der Informatik".
Helmut Schauer trat im Februar 2009 aus seiner Professur an der Universität Zürich in den Ruhestand. 2017 erfolgte seine Ernennung zum Ehrenmitglied der Österreichischen Computer Gesellschaft
.
Anlässlich der Verleihung des Goldenen Doktordiploms im Dezember 2022 wurde eine originelle und treffende Würdigung seines Wirkens auf den Webseiten der TU-Wien archivarisch online gestellt.

## Bücher
- PASCAL für Anfänger, 4. Aufl., Oldenbourg, Wien/München 1982.
- PASCAL für Fortgeschrittene, 2. Aufl., Oldenbourg, Wien/München 1983.
- PASCAL-Übungen. Methoden zur Programmentwicklung, 2. Aufl., Oldenbourg, Wien/München 1985.
- Konzepte der Programmiersprachen, Springer, Wien/New York 1986.
- LOGO – Jenseits der Turtle, Springer, Wien/New York 1988.